# Глорія і Вера-Круш
Глорія і Вера-Круш (порт. Glória e Vera Cruz; МФА: [ˈgɫɔ.ɾi.ɐ i ˈve.ɾɐ ˈkɾuʃ]) — парафія в Португалії, в муніципалітеті Авейру. Складова округу Авейру.  Входить до регіону Центр. За старим адміністративним поділом, що був чинним до 1976 року, територія парафії належала провінції Берегова Бейра. Заснована 28 січня 2013 року. Площа парафії — 45,32 км², населення — 18 756 ос. (2011), густота населення — 413,86 осіб/км²
. Патрон — Діва Марія. Поштовий індекс — 3810. Код  — 010517.
```
Сформована із колишніх парафій 
Глорія
 та 
Вера-Круш
.
```

## Назва
- Гло́рія і Ве́ра-Кру́ш (порт. Glória e Vera Cruz) — скорочена назва.
- Сою́з пара́фій Гло́рія і Ве́ра-Кру́ш (порт. União das Freguesias de Glória e Vera Cruz) — офіційна назва.

## Географія

Авейру (2013)
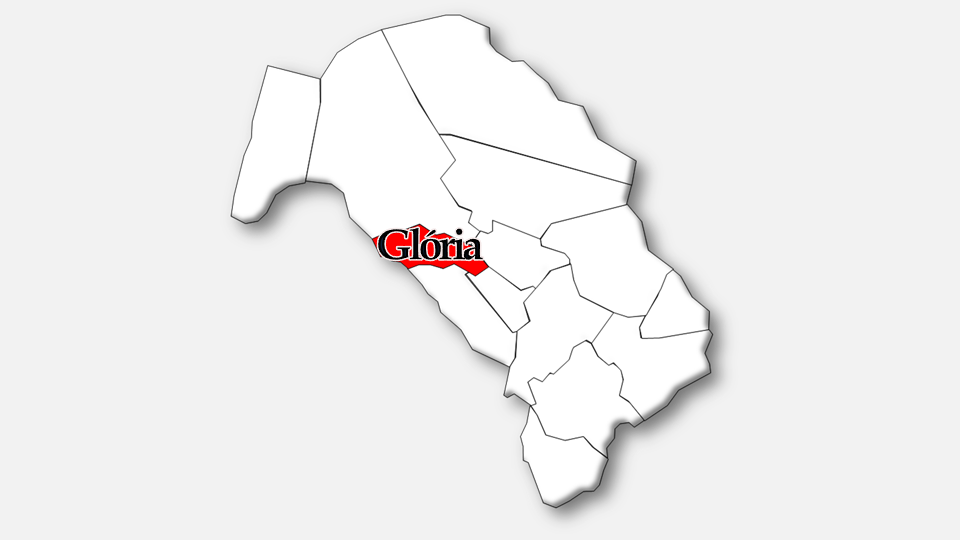
Глорія
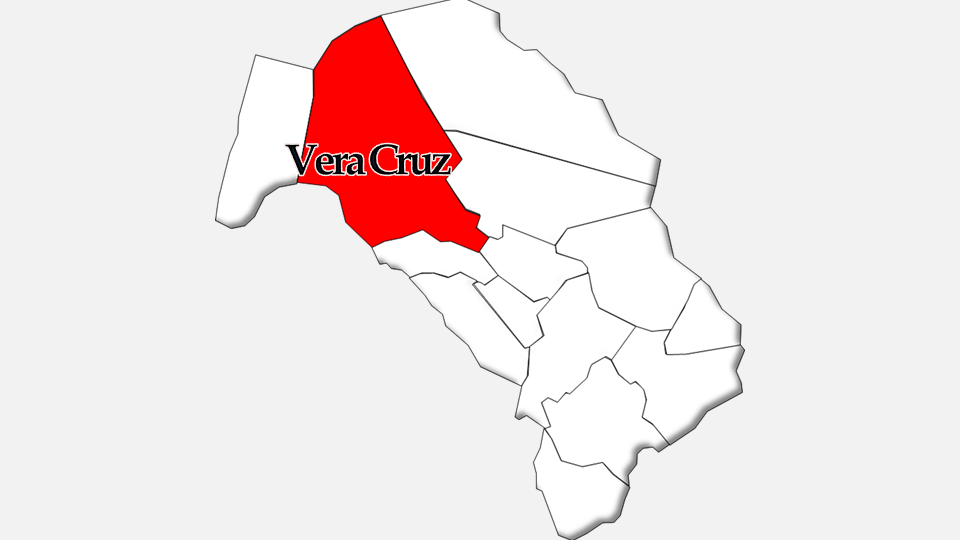
Вера-Круш

## Населення
| Кількість мешканців | Кількість мешканців | Кількість мешканців | Кількість мешканців | Кількість мешканців | Кількість мешканців | Кількість мешканців | Кількість мешканців | Кількість мешканців | Кількість мешканців | Кількість мешканців | Кількість мешканців | Кількість мешканців | Кількість мешканців | Кількість мешканців |
| ------------------- | ------------------- | ------------------- | ------------------- | ------------------- | ------------------- | ------------------- | ------------------- | ------------------- | ------------------- | ------------------- | ------------------- | ------------------- | ------------------- | ------------------- |
| 1864                | 1878                | 1890                | 1900                | 1911                | 1920                | 1930                | 1940                | 1950                | 1960                | 1970                | 1981                | 1991                | 2001                | 2011                |
| 6456                | 7137                | 8918                | 9951                | 10937               | 10277               | 7574                | 14820               | 16968               | 17209               | 15931               | 18161               | 16164               | 18569               | 18756               |

## Пам'ятки
- Авейруський собор — катедральний собор Авейруської діоцезії, колишня церква домініканського монастиря XV століття.
- Монастир Ісуса — колишній домініканський монастир XV століття, місце поховання святої принцеси Жуани; сучасний музей Авейру.